# Клод Макелеле
Клод Макелеле́ Сінда́ (фр. Claude Makélelé Sinda; нар. 18 лютого 1972 року, Кіншаса, Заїр) — колишній французький футболіст заїрського походження.

## Кар'єра
17 червня 2008 року після останнього матчу у групі С чемпіонату Європи 2008 року Франція-Італія 0:2, Макелеле оголосив про завершення кар'єри в збірній .
21 липня Макелеле перейшов у «Парі Сен-Жермен» на правах вільного агента, після того як закінчився термін його контракту з «Челсі». З новим клубом він уклав контракт на один сезон . 2009 року Макелеле оголосив про завершення кар'єри гравця, проте потім продовжив кар'єру в «Парі Сен-Жермен», продовживши контракт на рік. 2010 року, як повідомляє TMW, футболіст вирішив залишитись у структурі паризького клубу, де буде працювати скаутом.

## Досягнення
«Нант»
- Чемпіон Франції (1994-95)

«Реал Мадрид»
- Чемпіон Іспанії (2000-01, 2002-03)
- Володар Суперкубка Іспанії (2001, 2003)
- Переможець Ліги чемпіонів (2001-02)
- Володар Суперкубка УЄФА (2002)
- Володар Міжконтинентального кубка (2002)

«Челсі»
- Чемпіон Англії (2004-05, 2005-06)
- Володар Суперкубка Англії (2005)
- Володар Кубка Англійської Ліги (2004-05, 2006-07)
- Володар Кубка Англії (2006-07)

«ПСЖ»
- Володар Кубка Франції (2009-10)

Збірна Франції
- Віце-чемпіон світу: 2006

## Статистика

### Клубна
| Чемпіонат | Чемпіонат       | Чемпіонат        | Ліга | Ліга                               | Кубок         | Кубок         | Кубок ліги             | Кубок ліги             | Континент. змаг. | Континент. змаг. | Всього | Всього |
| Сезон     | Клуб            | Ліга             | Ігри | Голи                               | Ігри          | Голи          | Ігри                   | Голи                   | Ігри             | Голи             | Ігри   | Голи   |
| Франція   | Франція         | Франція          | Ліга | Ліга                               | Кубок Франції | Кубок Франції | Кубок Ліги             | Кубок Ліги             | Європа           | Європа           | Всього | Всього |
| --------- | --------------- | ---------------- | ---- | ---------------------------------- | ------------- | ------------- | ---------------------- | ---------------------- | ---------------- | ---------------- | ------ | ------ |
| 1992/93   | Нант            | Ліга 1           | 34   | 1                                  |               |               |                        |                        |                  |                  |        |        |
| 1993/94   | Нант            | Ліга 1           | 30   | 0                                  |               |               |                        |                        |                  |                  |        |        |
| 1994/95   | Нант            | Ліга 1           | 36   | 3                                  |               |               |                        |                        |                  |                  |        |        |
| 1995/96   | Нант            | Ліга 1           | 33   | 0                                  |               |               |                        |                        |                  |                  |        |        |
| 1996/97   | Нант            | Ліга 1           | 36   | 5                                  |               |               |                        |                        |                  |                  |        |        |
| 1997/98   | Марсель         | Ліга 1           | 32   | 2                                  |               |               |                        |                        |                  |                  |        |        |
| Іспанія   | Іспанія         | Іспанія          | Ліга | Ліга                               | Кубок Іспанії | Кубок Іспанії | Кубок іспанської ліги  | Кубок іспанської ліги  | Європа           | Європа           | Всього | Всього |
| 1998/99   | Сельта          | Прімера Дивізіон | 36   | 2                                  |               |               |                        |                        |                  |                  |        |        |
| 1999/00   | Сельта          | Прімера Дивізіон | 34   | 1                                  |               |               |                        |                        |                  |                  |        |        |
| 2000/01   | Реал Мадрид     | Прімера Дивізіон | 33   | 1                                  |               |               |                        |                        |                  |                  |        |        |
| 2001/02   | Реал Мадрид     | Прімера Дивізіон | 32   | 0                                  |               |               |                        |                        |                  |                  |        |        |
| 2002/03   | Реал Мадрид     | Прімера Дивізіон | 29   | 0                                  |               |               |                        |                        |                  |                  |        |        |
| Англія    | Англія          | Англія           | Ліга | Ліга                               | Кубок Англії  | Кубок Англії  | Кубок англійської ліги | Кубок англійської ліги | Європа           | Європа           | Всього | Всього |
| 2003/04   | Челсі           | Прем'єр-ліга     | 30   | 0                                  | 3             | 0             | 2                      | 0                      | 11               | 0                | 46     | 0      |
| 2004/05   | Челсі           | Прем'єр-ліга     | 36   | 1                                  | 0             | 0             | 4                      | 0                      | 10               | 0                | 50     | 1      |
| 2005/06   | Челсі           | Прем'єр-ліга     | 31   | 0                                  | 3             | 0             | 0                      | 0                      | 6                | 0                | 40     | 0      |
| 2006/07   | Челсі           | Прем'єр-ліга     | 29   | 1                                  | 2             | 0             | 6                      | 0                      | 9                | 0                | 46     | 1      |
| 2007/08   | Челсі           | Прем'єр-ліга     | 18   | 0                                  | 1             | 0             | 2                      | 0                      | 13               | 0                | 34     | 0      |
| Франція   | Франція         | Франція          | Ліга | Ліга                               | Кубок Франції | Кубок Франції | Кубок Ліги             | Кубок Ліги             | Європа           | Європа           | Всього | Всього |
| 2008/09   | Парі Сен-Жермен | Ліга 1           | 34   | 0                                  | 0             | 0             | 0                      | 0                      | 5                | 0                | 39     | 0      |
| 2009/10   | Парі Сен-Жермен | Ліга 1           | 31   | 1                                  | 0             | 0             | 0                      | 0                      | 0                | 0                | 31     | 1      |
| 2010/11   | Парі Сен-Жермен | Ліга 1           | 33   | 0                                  | 0             | 0             | 0                      | 0                      | 3                | 0                | 36     | 0      |
| Країна    | Франція         | Франція          | 299  | 12\|\|\|\|\|\|\|\|\|\|\|\|\|\|\|\| |               |               |                        |                        |                  |                  |        |        |
| Країна    | Іспанія         | Іспанія          | 164  | 4\|\|\|\|\|\|\|\|\|\|\|\|\|\|\|\|  |               |               |                        |                        |                  |                  |        |        |
| Країна    | Англія          | Англія           | 144  | 2                                  | 9             | 0             | 14                     | 0                      | 49               | 0                | 216    | 2      |
| Всього    | Всього          | Всього           | 607  | 18\|\|\|\|\|\|\|\|\|\|\|\|\|\|\|\| |               |               |                        |                        |                  |                  |        |        |

### У збірній
| Збірна Франції | Збірна Франції | Збірна Франції |
| Роки           | Ігри           | Голи           |
| -------------- | -------------- | -------------- |
| 1995           | 1              | 0              |
| 1996           | 0              | 0              |
| 1997           | 1              | 0              |
| 1998           | 1              | 0              |
| 1999           | 0              | 0              |
| 2000           | 3              | 0              |
| 2001           | 6              | 0              |
| 2002           | 9              | 0              |
| 2003           | 6              | 0              |
| 2004           | 8              | 0              |
| 2005           | 5              | 0              |
| 2006           | 14             | 0              |
| 2007           | 11             | 0              |
| 2008           | 6              | 0              |
| Всього         | 71             | 0              |